# Lovers Leap State Park
Lovers Leap State Park ist ein State Park im US-Bundesstaat Connecticut auf dem Gebiet der Gemeinde New Milford oberhalb des Housatonic River. Er ist Teil des Housatonic River Belt Greenway.

## Geographie
Der Park umfasst eine Fläche von 64,7 ha (160 acre). Er unterteilt sich in drei Abschnitte: Während entlang der Housatonic Railroad im Westen des Parks die Ruinen von Industrieanlagen zu besichtigen sind, führt der Weg über die Lover’s Leap Bridge, ein Denkmal, das im National Register of Historic Places gelistet ist, auf die Ostseite des Lake Lilinonah zu der Felsformation, die dem Park ihren Namen verleiht. Auf dem Weg dorthin kann man sich in die Zeit der ersten Trapper versetzen, die auf der untergegangenen Insel Goodyear Island im See Handel mit den Indianern vor Ort getrieben haben.
Der Lover’s Leap ist eine Anhöhe, von der der Legende nach Lilinonah, die Tochter des Pootatuck-Sachem Waramaug, zusammen mit ihrem Geliebten in den Tod gesprungen ist. Die Anhöhe steigt auf 158 m (518 ft) über dem Meer an.
Der Park ist ganzjährig geöffnet.